# Löwentor (Mykene)

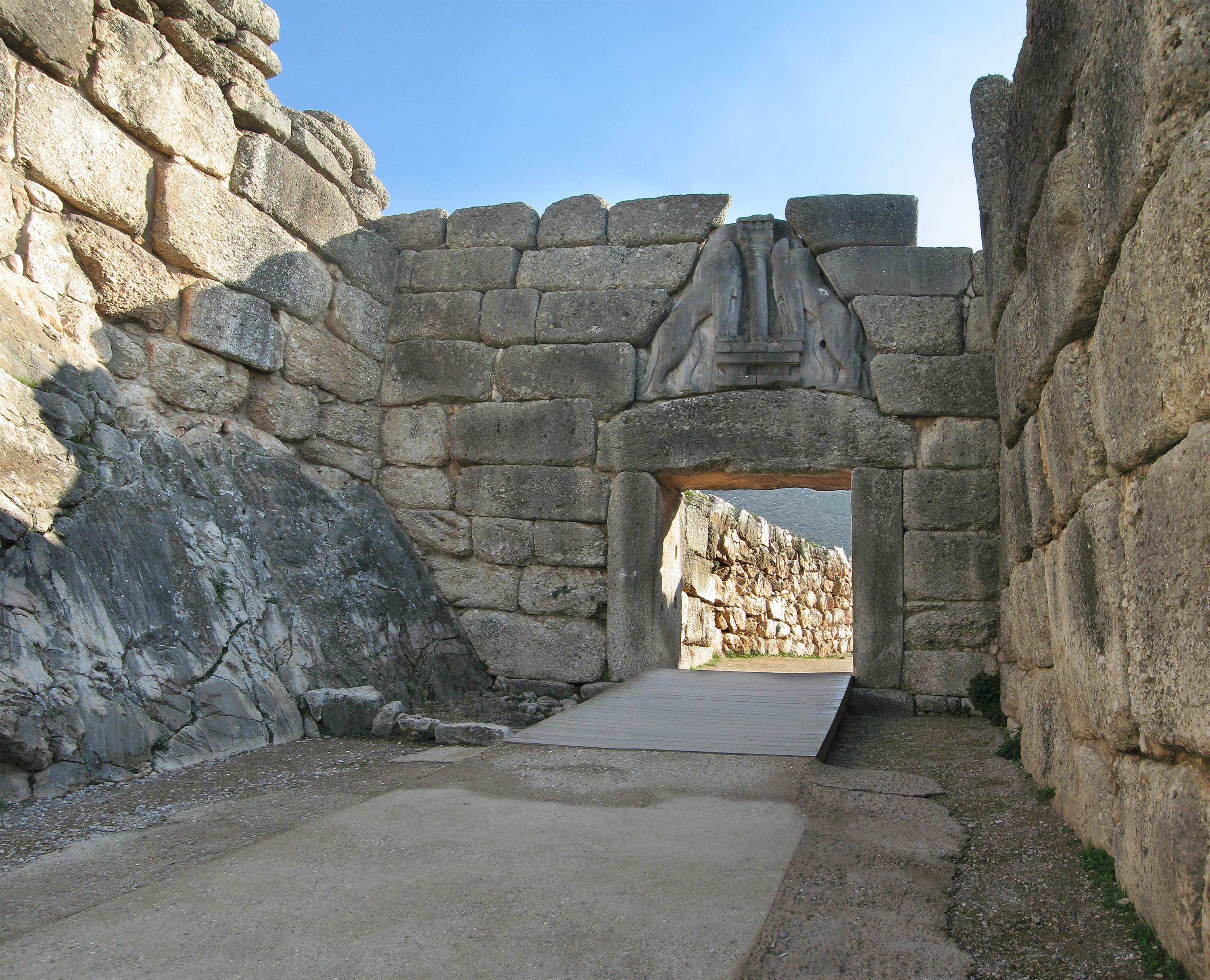
Das Löwentor

Das Löwentor ist das Haupttor der antiken Stadt Mykene und befindet sich im Nordwesten der befestigten Anlage. Es führt zur sogenannten großen Rampe, die weiter hinauf durch die Stadt zum Palast (Megaron) führt.
Das Löwentor stammt aus der Mitte des 13. Jahrhunderts v. Chr. Es erhielt seinen Namen wegen des Reliefs, mit dem das über dem Tor befindliche Entlastungsdreieck verziert wurde. Es zeigt zwei sich gegenüberstehende Löwen und eine Säule zwischen ihnen. Das Löwenrelief ist die älteste Monumentalplastik Europas. 

## Gestaltung

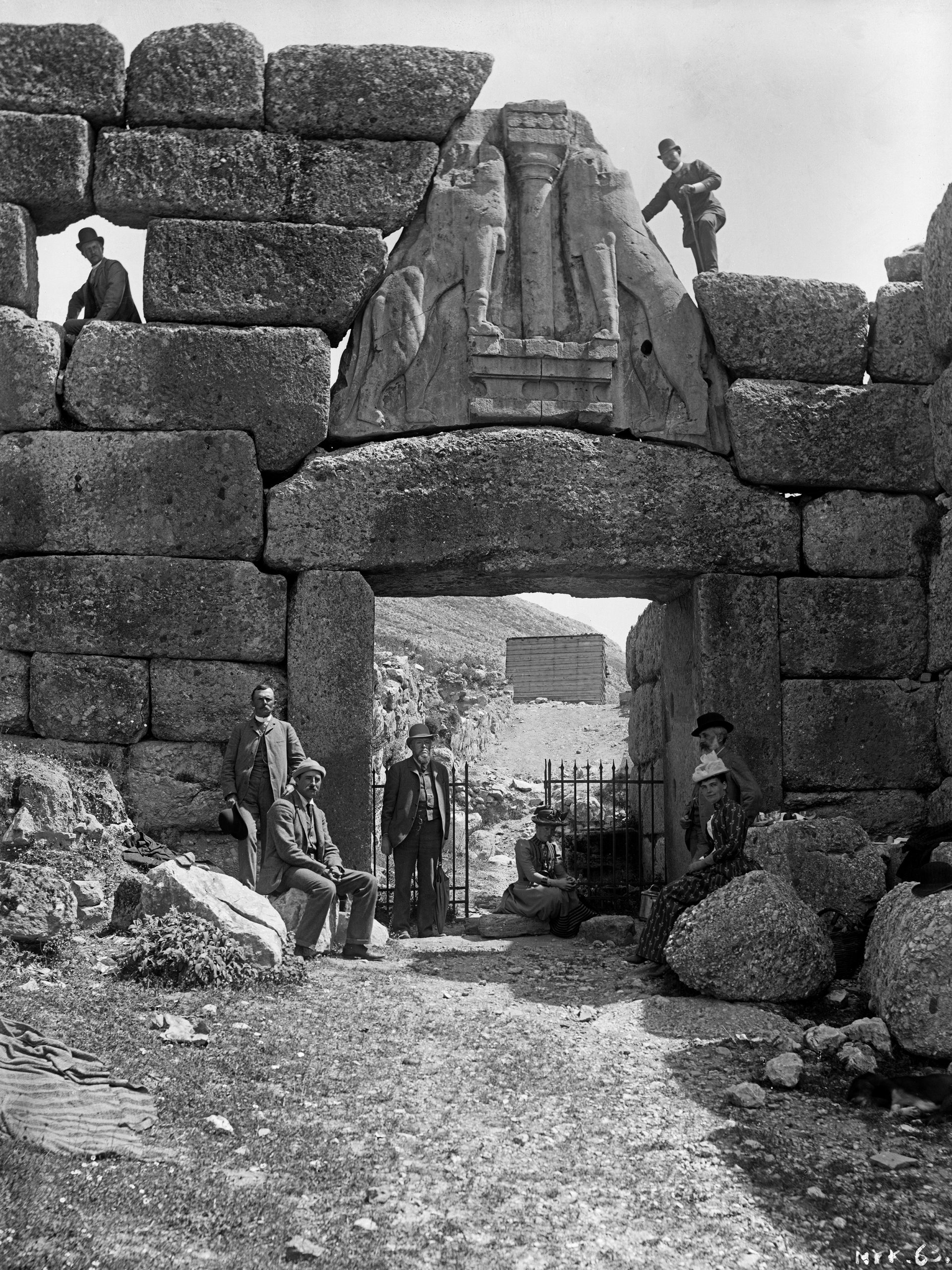
Wilhelm Dörpfeld mit Frau und Ludwig Graf von Wesdehlen mit Frau am Löwentor (1891)

Den äußeren Weg zum Tor säumt links eine etwa 45 Meter lange Mauer. Rechts wird das Tor durch eine Verdickung der Mauer, die einem Turm gedient haben könnte geschützt. Diese Konstruktion bildet einen 17 Meter langen und zehn Meter breiten Vorhof, der die Verteidigung des Zugangs erleichterte. Unmittelbar hinter dem Tor auf der rechten Seite, führt ein enger Treppenaufgang hinauf auf die Mauer.

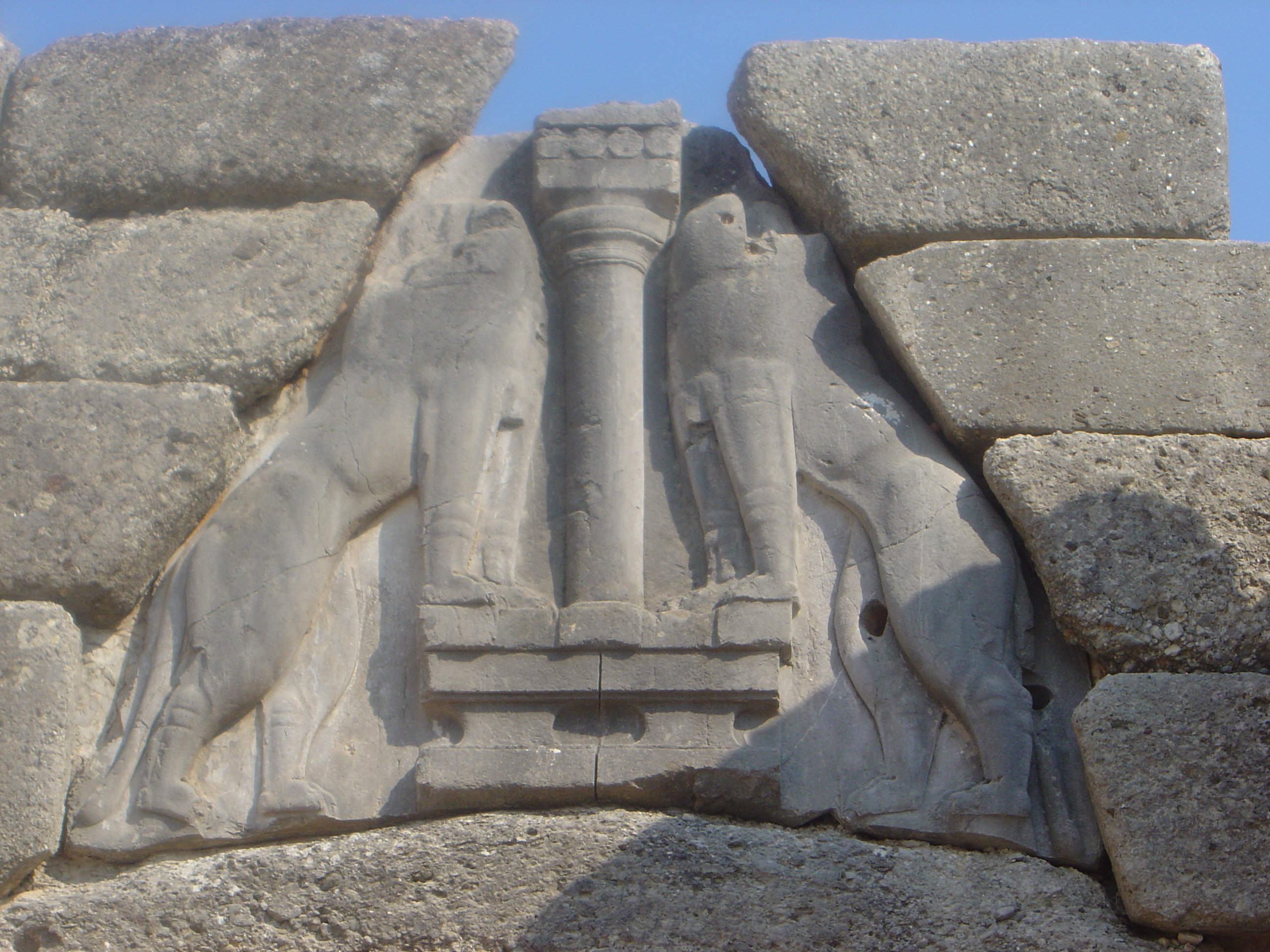
Das Entlastungsdreieck

Das Tor besteht aus insgesamt vier Monolithblöcken, die eine Öffnung mit einer Höhe von 3,1 Metern und einer Breite von drei Metern bilden. Die Blöcke sind ohne Mörtel zusammengefügt. Die tragenden Monolithblöcke sind mit zwei Aussparungen versehen, in die ein Querbalken eingesetzt wurde, um das Tor zu verschließen. Das Tor soll aus zwei hölzernen, mit Bronze verstärkten Flügeln bestanden haben. Die Angeleinlassungen für die Torflügel sind heute noch in der Torschwelle und dem Sturz zu sehen.
Der Türsturz besteht aus einem etwa zwölf Tonnen schweren Monolithen. Über ihm befindet sich das namengebende Entlastungsdreieck mit dem Löwenrelief. Die Löwen stehen links und rechts einer zentralen, minoischen Säule, die auf zwei ausgehöhlten Opferaltären steht. Die Vorderbeine der Löwen ruhen auf dieser sockelartigen Basis. Die Säule, die das Symbol des Königshauses von Mykene ist, besitzt ein einzigartig gestaltetes Kapitell. Unmittelbar auf der Kapitellabdeckplatte befinden sich vier Kreise, die wahrscheinlich die Enden von tragenden Balken eines Daches imitieren sollen. Die Köpfe der Löwen sollen aus Bronze oder Steatit bestanden haben, wurden jedoch bei den Ausgrabungen nicht gefunden.

## Geschichte

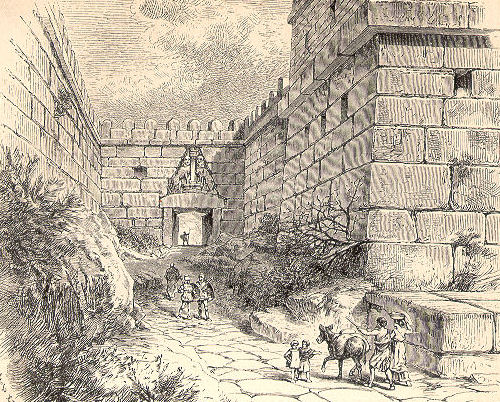
Rekonstruktion des antiken Löwentors

Der Bau des Tores wird dem mythischen mykenischen König Atreus zugeschrieben. Es soll um 1250 v. Chr. erbaut worden sein. Es bezeugt zusammen mit der zyklopischen Ringmauer die Größe und den einzigartigen Reichtum der antiken Stadt.
Während der ersten Ausgrabungen in Mykene im Jahre 1841 unter der Leitung des griechischen Archäologen Kyriakos Pittakis wurde das Löwentor entdeckt, freigelegt und wiederaufgebaut. Die Mauerabschnitte in diesem Bereich lagen nahezu komplett unterhalb der Oberfläche. 1874 setzte Heinrich Schliemann die Ausgrabungen auf dem gesamten Gelände fort.